# جسیکا آی
جسیکا آی (انگلیسی: Jessica Eye؛ زادهٔ ۲۷ ژوئیهٔ ۱۹۸۶) ورزشکار هنرهای رزمی ترکیبی اهل ایالات متحده آمریکا است. وی از سال ۲۰۰۸ میلادی تاکنون مشغول فعالیت بوده‌است.